# George Cattanach
George James Cattanach (ur. 25 lipca 1878 w Alexandrii, zm. 29 stycznia 1954 w East Chicago) – kanadyjski zawodnik lacrosse, który na Igrzyskach Olimpijskich 1904 w Saint Louis wraz z kolegami zdobył złoty medal w grze drużynowej.